# Microiulus rucneri
Microiulus rucneri är en mångfotingart som beskrevs av Ceuca 1989. Microiulus rucneri ingår i släktet Microiulus och familjen kejsardubbelfotingar. Inga underarter finns listade i Catalogue of Life.